# اريكا فديكند
اريكا فديكند (بالألمانية: Erika Wedekind)‏ (و. 1868 – 1944 م) هي مغنية أوبرا ألمانية، ولدت في هانوفر، توفيت في زيورخ، عن عمر يناهز 76 عاماً.